# Vic & Anthony's Steakhouse
A Vic & Anthony's é uma cadeia de restaurantes de churrascaria americana com filiais em Downtown Houston e dentro dos cassinos Golden Nugget em Las Vegas, Atlantic City e Lake Charles. Vic & Anthony's pertence e é operado pela Landry's, Inc.

## História
No início dos anos 2000, o fundador, presidente e CEO da Landry's, Inc., Tilman J. Fertitta, viajou por todo o país com seu pai, Vic Fertitta, visitando churrascarias com a intenção de abrir uma nova em Houston. Em 2002, Fertitta abriu o Vic & Anthony's no Downtown Houston, do outro lado da rua do Minute Maid Park, a casa do Houston Astros, da Major League Baseball.

## Gastronomia
A listagem do AAA para o restaurante descreve seu ambiente como “sofisticado”. O código de vestimenta é casual para negócios ou para se vestir. Todas as quatro unidades estão abertas para o jantar e a unidade de Nova Iorque está aberta para o almoço de segunda a sexta-feira. A unidade de Houston está aberta para o almoço somente às sextas-feiras, quando o Chef Executivo Conceitual Carlos Rodriguez apresenta uma variedade de hambúrgueres. O armador do Los Angeles Clippers, James Harden, frequenta os restaurantes após os jogos em casa.